# Hiéroglyphe égyptien I5
Le hiéroglyphe égyptien I5 (crocodile queue ramassée) est classifié dans la section I « Amphibiens, reptiles, etc. » de la liste de Gardiner ; il y est noté I5. 

## Représentation
Il représente un crocodile du Nil (Crocodylus niloticus) avec la queue ramassée vers l'intérieur.
Il est translittéré sȝḳ.

## Utilisation
| s | Aa17 | A | q | I5 | Y1 |

| s | Aa17 | A | q | I5 | Y1 |

« rassembler, se méfier, être prudent ».
| I3 |

| I3 |

| I5A |

| I5A |